# Chiesa di Santo Stefano (Traversetolo)
La chiesa di Santo Stefano è un luogo di culto cattolico dalle forme romaniche e neoclassiche, situato in via del Braccio 26 a Torre, frazione di Traversetolo, in provincia e diocesi di Parma; è sede di una parrocchia compresa nella zona pastorale della Pedemontana.

## Storia
Il luogo di culto originario fu costruito in epoca medievale. La più antica testimonianza della sua esistenza potrebbe risalire già al 1144, quando un'ecclesiam S. Stephani de Torano fu menzionata in una bolla pontificia quale dipendenza dell'abbazia di San Giovanni Evangelista di Parma; lo stesso edificio fu citato anche in due atti notarili del 1150 e del 1179.
Tuttavia, il primo documento che nomini con certezza l'edificio risale al 1230, quando la Capelle de Turre fu menzionata nel Capitulum seu Rotulus Decimarum della diocesi di Parma tra le dipendenze della pieve di Traversetolo.
Entro il 1354 il luogo di culto fu unito alla chiesa di San Michele Arcangelo di Sivizzano, caduta in rovina.
La più antica testimonianza sicura della dedicazione del tempio a santo Stefano protomartire è costituita dal Regestum Vetus della diocesi di Parma del 1493.
Entro il 1564 la chiesa, probabilmente restaurata o in parte ricostruita, fu elevata a sede di parrocchia autonoma, separata dalla chiesa di Sivizzano; in quegli anni in adiacenza fu costruita la canonica.
Tra il 1705 e il 1706 furono apportate alcune modifiche all'edificio, con la realizzazione del coro e della cappella dedicata alle anime del Purgatorio; negli anni seguenti furono inoltre aggiunti alcuni dipinti.
Nel 1888 la chiesa fu profondamente modificata, con un nuovo orientamento dell'intera struttura: fu ribassato di 1,5 m il piano di calpestio, fu ricostruito l'altare maggiore al posto dell'ingresso originario, fu realizzato il portale d'accesso nella nuova facciata a est e furono modificate le altre aperture.
Nel 1958 l'altare maggiore ligneo fu sostituito con uno nuovo in marmo, realizzato da Pietro Biselli.
Nel 1993 il prospetto meridionale esterno della cappella di sinistra fu arricchito con un dipinto murale a opera di Proferio Grossi.

## Descrizione

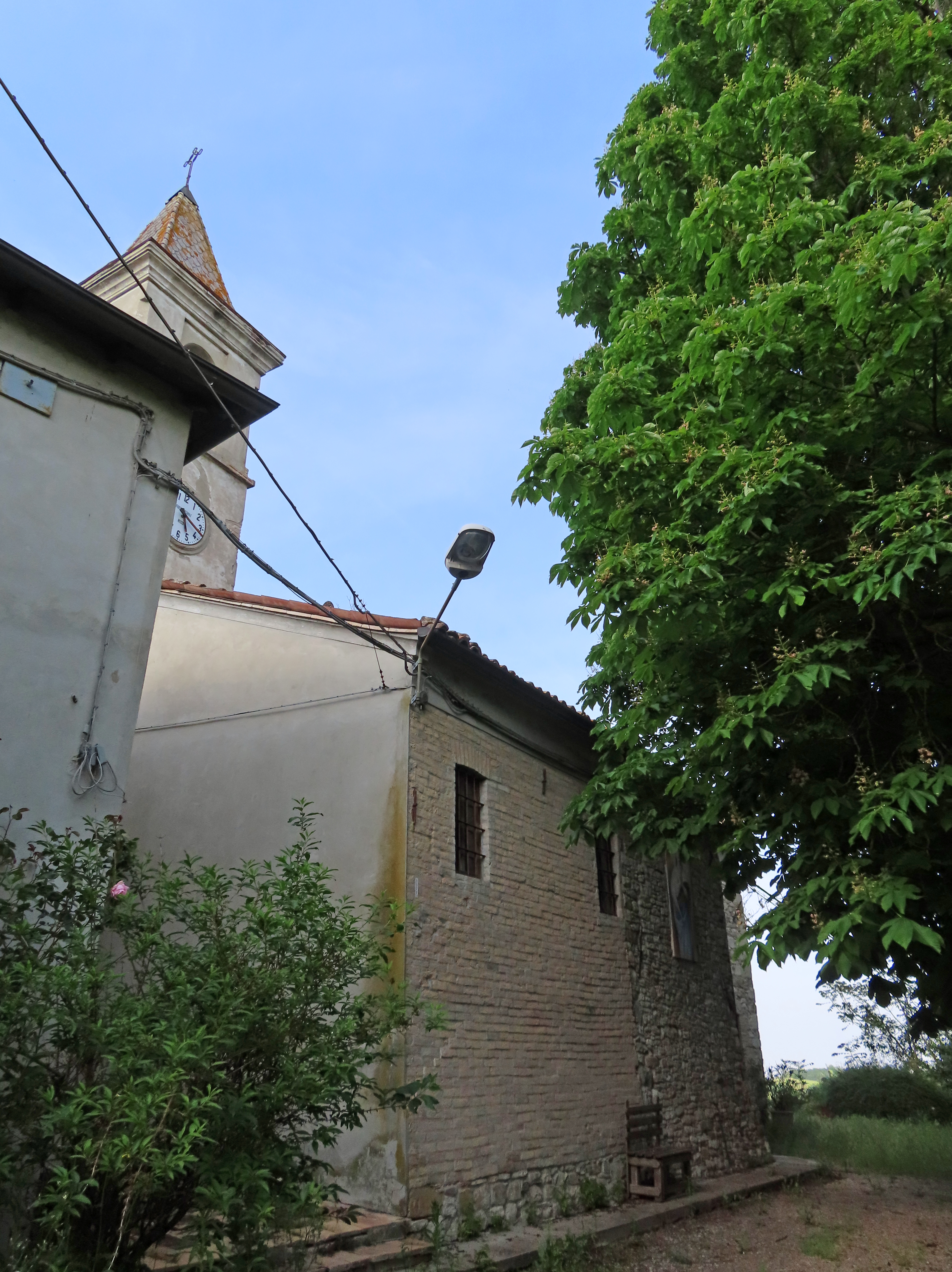
Canonica

La chiesa si sviluppa su un impianto a navata unica, affiancata da una cappella su ogni lato.
La semplice e simmetrica facciata a capanna, interamente rivestita in pietra e conci di arenaria, frutto di numerose modifiche nei secoli, presenta nel mezzo il portale d'ingresso delimitato da piedritti in laterizio; più in alto si aprono due piccole finestre rettangolari chiuse da inferriate, mentre a coronamento corre lungo gli spioventi del tetto il cornicione in mattoni in rilievo.
Il prospetto laterale a sud è caratterizzato dalla presenza del portale d'ingresso secondario sul margine orientale; la parete della cappella in aggetto è arricchita da un dipinto murale raffigurante la Madonna assunta, realizzato da Proferio Grossi nel 1993.
Sul retro si eleva il campanile intonacato, con cella campanaria affacciata sui quattro lati attraverso aperture ad arco a tutto sesto; in sommità si staglia l'alta guglia piramidale del tetto. In adiacenza si trova la canonica, risalente al XVII secolo; l'edificio, rivestito in pietra, è raggiungibile attraverso una scala esterna che conduce alla loggetta d'ingresso.
All'interno la navata intonacata, coperta da volta a botte, è affiancata sul fondo dalle arcate a sesto ribassato delle due cappelle laterali; in controfacciata è collocato un dipinto raffigurante Santo Stefano e gli angeli, realizzato da Giovanni Bolla nel 1714.
Il presbiterio a pianta rettangolare, leggermente sopraelevato, ospita l'altare maggiore marmoreo aggiunto nel 1958.
Nella sagrestia è inoltre conservato un dipinto raffigurante la Madonna col Bambino e i santi Giovanni Battista, Tommaso d'Aquino e Antonio abate e le anime purganti, realizzato probabilmente da Giovanni Bolla nei primi anni del XVIII secolo; fino al 1980 la chiesa custodiva inoltre un olio, in seguito scomparso, rappresentante la Beata Vergine delle Grazie, attribuito ad Alessandro Mazzola Bedoli.